# Матчи сборной Российской империи по футболу 1914
| Все матчи в 1914 году |                               |     |
| Тов.                  | Швеция — Российская Империя   | 2:2 |
| Тов. (неоф.)          | Норвегия — Российская Империя | 2:1 |
| Тов.                  | Норвегия — Российская Империя | 1:1 |
| Тов. (неоф.)          | Эстония — Российская Империя  | 2:5 |
| Итого в 1914 году     |                               |     |
| И В Н П М             |                               |     |
| 4 1 2 1 9−7           |                               |     |

Товарищеский матч
| 5 июля 1914 года | \| Швеция \| 2:2 отчёт \| Российская империя \| \| Рагнар Виксель 70′ · Ивар Свенссон 87′ \| Голы \| Василий Житарев 51′, 53′ \| | Стадион: Росунда (Сольна) Зрителей: 1200 Судья: Яльмар Булин |
| Составы: Швеция: Давид Хультерстрём, Теодор Мальм, Густав Баклунд, Рагнар Виксель, Кнут Нильсон, Густаф Экберг, Руне Бергстрём, Ивар Свенссон, Карл Густафссон (к), Стен Сёдерберг, Карл Карлстранд. Россия: Александр Мартынов, Николай Коротков, Иван Воронцов (к), Александр Филиппов, Владимир Лаш, Николай Денисов, Михаил Романов, Александр Петров, Алексей Троицкий, Василий Житарев, Сергей Романов. | |                                                              |
| Швеция | 2:2 отчёт | Российская империя                                           |
| Рагнар Виксель 70′ · Ивар Свенссон 87′ | Голы | Василий Житарев 51′, 53′                                     |

Товарищеский матч
| 12 июля 1914 года | \| Норвегия \| 1:1 отчёт \| Российская империя \| \| Рольф Мортманн 44′ \| Голы \| Александр Кротов 5′ \| | Стадион: Гамле Фрогнер (Христиания) Зрителей: 6000 Судья: Даниэль Эйе |
| Составы: Норвегия: Педерсен, Отто Эулье, Пер Скоу, Рагнваль Смедвик, Чарлз Херлофсон, Гуннар Андерсен, Эйнар Хансен, Коре Энгебретсен, Торкель Траедаль, Рольф Мортманн, Эрлинг Мортманн. Россия: Александр Мартынов, Аркадий Тяпкин, Иван Воронцов (к), Борис Попович, Владимир Лаш, Михаил Романов, Николай Денисов, Александр Кротов, Алексей Троицкий, Василий Житарев, Сергей Романов. Удаление: Лаш (75). | |                                                                       |
| Норвегия | 1:1 отчёт                                                                                                 | Российская империя                                                    |
| Рольф Мортманн 44′ | Голы | Александр Кротов 5′                                                   |

## Неофициальные игры сборной
Товарищеский матч
| 10 июля 1914 года | \| Норвегия \| 2:1 (0:1) \| Российская империя \| \| Торкель Траедаль 65′ · Рольф Мортманн 80′ \| Голы \| Василий Житарев 20′ \| | Стадион: Гамле Фрогнер (Христиания) Зрителей: 6000 Судья: Пер Кристиан Андерсен |
| Составы: Норвегия: Ингольф Педерсен, Отто Эулье, Пер Скоу, Рагнваль Смедвик, Чарлз Херлофсон, Гуннар Андерсен, Эйнар Хансен, Коре Энгебретсен, Торкель Траедаль, Рольф Мортманн, Эрлинг Мортманн. Россия: Александр Мартынов, Александр Кротов, Иван Воронцов (к), Борис Попович, Россиус, Александр Филиппов, Николай Денисов, Александр Петров, Александр Кротов, Василий Житарев, Владимир Лаш. | |                                                                                 |
| Норвегия | 2:1 (0:1) | Российская империя                                                              |
| Торкель Траедаль 65′ · Рольф Мортманн 80′ | Голы | Василий Житарев 20′                                                             |

Матч Второй всероссийской Олимпиады
| 18 июля 1914 года | \| Эстония (как сборная Ревеля или Эстляндия) \| 2:5 (0:2) отчёт \| Российская империя (как сборная Москвы) \| \| Кульман 55′ · Лорд 85′ \| Голы \| Василий Житарев 1′, 114′ · Михаил Романов 10′ · Алексей Троицкий 98′ · Аркадий Тяпкин 102′ (пен.) \| | Стадион: Городской ипподром (Рига) Зрителей: 2500 Судья: Тэйлор (Рига)                            |
| Составы: Эстония (Ревель): Охака, Лунк, О. Сильбер, Рейнакс, Кульман, А. Сильбер, Йоепере, Лорд, Саулел, Сельг, Рауп. Россия (Москва): Александр Мартынов, Аркадий Тяпкин, Иван Воронцов (к), Борис Попович, Владимир Лаш, Михаил Романов, Николай Денисов, Александр Петров, Алексей Троицкий, Василий Житарев, Сергей Романов. На 73-й минуте Алексей Троицкий не реализовал пенальти (вратарь). | |                                                                                                   |
| Эстония (как сборная Ревеля или Эстляндия) | 2:5 (0:2) отчёт | Российская империя (как сборная Москвы)                                                           |
| Кульман 55′ · Лорд 85′ | Голы | Василий Житарев 1′, 114′ · Михаил Романов 10′ · Алексей Троицкий 98′ · Аркадий Тяпкин 102′ (пен.) |